# Bungei sensen

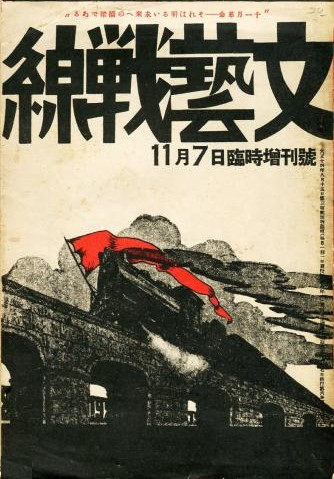
Bungei sensen

Bungei sensen (japanisch 文芸戦線), etwa Literarische Front, war ein bedeutendes linkes Literaturmagazin, das von Juni 1924 bis Juli 1932 in Japan erschien. Es wurde zunächst von der „Bungei Sensen Sha“ (文芸戦線社), später von der „Rōnō geijutsuka remmei“　(労農芸術家連盟), der „Liga der Arbeiter- und Bauernkünstler“, herausgegeben.

## Übersicht
Nachdem das Magazin „Tane maku hito“ nicht mehr erschien, entwickelte sich Bungei sensen zur stärksten Kraft innerhalb der Proletarischen Reformbewegung. Zu den Mitwirkenden gehörten zunächst Kaneko Yōbun, Komaki Ōmi, Aono Suekichi, Maedakō Hiroichirō und Hirabayashi Hatsunosuke, später kamen noch Hayama Yoshiki, Hayashi Fusao, Kuroshima Denji, Kurahara Korehito, Hirabayashi Taiko und andere dazu.
Im Juni 1926 wurden 16 Anhänger des Bungei sensen aus der „Proletarischen Liga der Kunst“ (日本プロレタリア芸術連盟, Nihon puroretaria geijutsu remmei) ausgeschlossen. Unter diesen 16 gründeten Aono, Hayama, Hayashi, Maedakō und einige andere die „Liga der Arbeiter- und Bauernkünstler“ und setzten die Arbeit für Bungei sensen fort. Später im selben Jahr kam es zur Trennung: Einige Mitglieder zogen sich zurück und gründeten die „Zen’ei geijutsuka dōmei“ (前衛芸術家同盟). Die zurückgebliebenen Mitglieder nutzten Bungei sensen, um ihre Kritik an der „Zen-Nihon musansha geijutsu remmei“ (全日本無産者芸術連盟), besser bekannt unter ihrer Esperanto-Abkürzung „NAPF“ (für Nippona Artista Proleta Federacio), und an ihrem Organ „Senki“ (戦旗), etwa „Kriegsflagge“, auszudrücken.
Bungei sensen spielte eine zentrale Rolle in der Geschichte der proletarischen Literatur und ermöglichte vielen neuen Schriftstellern einen guten Start. Zur Spitzenzeit hatte das Magazin eine Auflage von 20.000 Exemplaren.